# Ichneumon championi
Ichneumon championi là một loài tò vò trong họ Ichneumonidae.